# Deutsches Theater-Lexikon
Das Deutsche Theater-Lexikon ist laut seinem Untertitel ein „biographisches und bibliographisches Handbuch“. Das Lexikon verzeichnet Bühnenkünstler aus dem deutschsprachigen Raum.
Die Deutsche Nationalbibliothek führt das Deutsche Theater-Lexikon unter der Zitierform „Kosch Theater“ in der „Liste der fachlichen Nachschlagewerke für die Gemeinsame Normdatei“.

## Geschichte
Das Handbuch wurde 1951 von Wilhelm Kosch begründet und ab dem dritten Band von Hanspeter Bennwitz und von Ingrid Bigler-Marschall fortgeführt. Von 1953 bis 2012 erschienen sieben Bände (von Band 1: A–Hurk bis Band 7: Wolbring–Zysset), dazu von 2013 bis 2020 acht Nachtragsbände.
„Das ‚Deutsche Theater-Lexikon‘ will Auskunft geben nicht nur über die Elemente, die in ihrer Gesamtheit den Begriff der Bühne bilden, sondern vielmehr über Leben und Wirken der darstellenden Künstler, Dramatiker und Komponisten, Kritiker, Forscher, über Meisterwerke des Spielplanes, über stoffliche Motive, über wichtige Theaterstädte und ihre Organe. Ausführliche Literaturverzeichnisse ergänzen den Haupttext. Auf möglichst vollständige Erfassung des erreichbaren bio- und bibliographischen Materials wird das Hauptgewicht gelegt. Dabei jedoch sollen subjektive Wertungen unterbleiben.“
Bis zum zweiten Band erschien das Werk im Verlag Kleinmayr (Klagenfurt und Wien). Die folgenden Bände erschienen in den Verlagen Francke (Bern), Saur (Zürich und München) und De Gruyter (Berlin).

## Bände
- Band  1: A–Hurk, 1953
- Band 2: Hurka–Pallenberg, 1960 Auszüge
- Band 3: Pallenberg–Singer, 1992 Einleitung Auszüge
- Band 4: Singer–Tzschoppe, 1998 Auszüge
- Band  5: Uber–Weisbach, 2004 Einleitung
- Band 6: Weisbrod–Wolansky, 2008 Auszüge
- Band 7: Wolbring–Zysset, 2012 Auszüge (Zedler–Zysset) Einleitung

Nachtragsband
- Teil 1 A–F, 2013
- Teil 2 G–J, 2013
- Teil 3 K–L, 2014 Einleitung
- Teil 4 M–Pa, 2016
- Teil 5 Pe–Schad, 2017
- Teil 6 Schae–Sr, 2018
- Teil 7 St–U, 2018
- Teil 8 V–Z, 2020
- Register Teil 1 Berufe, 2021
- Register Teil 2 Personen und Begriffe, 2021